# Naval Postgraduate School
De Naval Postgraduate School (NPS) is een onderzoeksuniversiteit van de United States Navy in Monterey (Californië).
De studenten bestaan vooral uit actieve officiers uit alle onderdelen van de Amerikaanse strijdkrachten, maar ook burgers die voor de overheid werken en buitenlandse militairen kunnen er via een aantal programma's studeren. De instelling is vergelijkbaar met het Air Force Institute of Technology (AFIT). Het Amerikaanse leger beschikt niet over een eigen universiteit en stuurt haar leden daarom naar de NPS, het AFIT of een burgerinstelling. Aan de Naval Postgraduate School worden militairen niet opgeleid om administratieve taken of strategie en tactiek te leren; de NPS is een volwaardige universiteit met een uitgebreid aanbod aan opleiding, gaande van management over ingenieurs- en informatiewetenschappen tot studies van internationale politiek en defensie. De universiteit reikt master- en ingenieursdiploma's uit, alsook doctoraatstitels.
De instelling gaat terug op een school voor mariene ingenieurswetenschappen in Annapolis (Maryland). In 1951 verhuisde de school naar Monterey.

## Alumni
Enkele bekende alumni, lesgevers en bestuurders van de Naval Postgraduate School zijn:
- Marty Evans, schout-bij-nacht en bestuurder
- Ronald Evans, ruimtevaarder